# Arnold Hermann Lossow

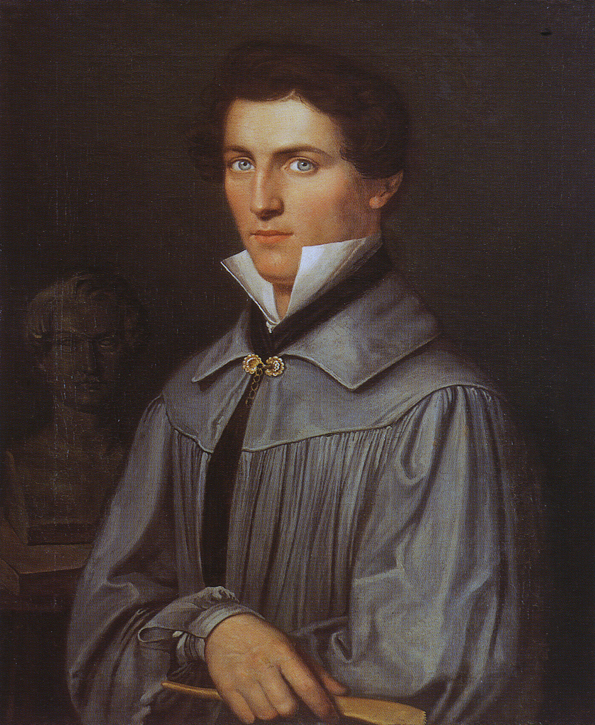
Arnold Hermann Lossow, Freundschaftsbild eines unbekannten deutschrömischen Malers, 1826 (Focke-Museum Bremen)

Arnold Hermann Lossow (* 24. Oktober 1805 in Bremen; † 3. Februar 1874 in München) war ein deutscher Bildhauer.

## Biografie
Lossow war Sohn eines Schneidermeister. Seine künstlerische Ausbildung begann er mit 15 Jahren beim Bildhauer Heinrich Freese im Atelier in der Großen Hundestraße, den er unter anderem bei dessen Arbeiten an den Reliefs der Ostertorwache unterstützte. 1820 ging er nach München, wo er bei Ernst Mayer lernte. 1827 beendete Lossow seine Ausbildung und lebte drei Jahre lang in Rom, um dort die antiken Meister zu studieren, bevor er sich 1831 in München als freischaffender Künstler niederließ. Der Bremer Senat unterstützte ihn dabei mit einem Stipendium von 75 Talern auf drei Jahre.
In München heiratete Lossow auch und hatte drei Söhne, welche die künstlerische Tradition der Familie fortführten: der Historienmaler Carl Lossow, der Tiermaler Friedrich Lossow und der Genremaler Heinrich Lossow.
Bereits vor seiner Abreise nach Rom hatte Lossow die Bekanntschaft seines Kollegen Ludwig Schwanthaler gemacht und wurde nach seiner Rückkehr 1834 dessen Assistent. In Schwanthalers Werkstatt entstanden für die West- und Ostfassaden der Glyptothek elf Statuen nach fremdem Vorbild, darunter Antonio Canova (nach Max von Widnmann), John Gibson und Ludwig Schwanthaler (nach Friedrich Brugger) und Bertel Thorvaldsen (nach Thorvaldsen). Auch für die Walhalla bei Regensburg und die Ruhmeshalle in München lieferte Lossow einige Büsten aus Marmor. In Bremen schuf er mehrere Grabdenkmäler, von denen das bekannteste 1847 für die Familie des Schiffbaumeisters und Reeders Johann Lange entstand. Das Grabmal aus weißem Marmor hat sich auf dem Friedhof in Bremen-Vegesack (Lindenstraße) erhalten und wurde 2008 restauriert.
1843 wurde Lossow Ehrenmitglied des Kunstvereins in Bremen. 1845 und 1852 stellt er in der Kunsthalle Bremen aus.